# Nordostring Stuttgart
Unter der Sammelbezeichnung Nordostring Stuttgart versteht man verschiedene Planungsvarianten, um im Nordosten von Stuttgart eine Straße über den Neckar zu bauen, die die Bundesstraße 27 (bzw. Bundesstraße 10 im Neckartal) mit der Bundesstraße 29 (bzw. der Bundesstraße 14) verbinden soll. Kritiker führen an, dass hier weniger eine regionale Umfahrung als eine überregionale West-Ost-Fernverbindung geschaffen werden soll, die Schwerverkehr von den Autobahnen 8 und 81 anzieht.
Aufgrund der Lage der Landeshauptstadt Stuttgart in einem Talkessel sind die Eisenbahn- und Straßenverbindung größtenteils sternförmig auf das Stadtzentrum ausgerichtet. Umgehungen fehlen größtenteils, geschlossene Ringe gibt es keine. Mehrere Autobahnneubauten nordöstlich von Stuttgart, namentlich eine A 80 und eine A 87, wurden in den 1970er Jahren geplant, aber nicht in den Bundesverkehrswegeplan 1980 übernommen und nur teilweise als Bundesstraßen realisiert. In Planungen aus den 1960er Jahren wurde sogar eine verlängerte A 45 unter dem Namen Odenwald-Neckar-Alb-Autobahn entworfen.

## Großer Nordostring mit B 14 & B 328
Die Planung zur Verlängerung der A 45 nach Süden, die Odenwald-Neckar-Alb-Autobahn, wurde Ende der 1970er Jahre aufgegeben. Da die B 14 bis Backnang vierspurig ausgebaut wird, das erste Brückenbauwerk des neuen Murrtalviadukts bereits unter Verkehr ist, und auch der Autobahnzubringer (früher L 1115 genannt) über Großbottwar zur A 81 AS Mundelsheim hochgestuft und als Bundesstraße 328 ausgebaut werden soll, spricht man hier vom Großen Nordostring.
Im März 2013 gab das baden-württembergische Verkehrsministerium einen Maßnahmenkatalog zur Verbesserung der landesweiten Verkehrssituation bekannt. Die Maßnahmen wurden zur Fortschreibung des Bundesverkehrswegeplans 2015 angemeldet. Demnach war nun ein vierspuriger Ausbau der Landesstraße 1115 von Backnang-West zur Anschlussstelle Mundelsheim der Bundesautobahn 81 vorgesehen, welcher künftig unter der Bezeichnung B 29 geplant wurde. Von Waiblingen bis Backnang-West wäre die B 29 künftig auf einer gemeinsamen Trasse mit der B 14 verlaufen. Im Herbst 2013 wurde diese Variante wieder aufgegeben, sodass der Autobahnzubringer zwischen Backnang-West und Mundelsheim nur dreistreifig und als Landesstraße ausgebaut werden sollte. Im Februar 2017 beantragte das Land Baden-Württemberg die Aufstufung dieses Abschnittes der L 1115 zur B 29. Dies sollte bis Ende des Jahres 2019 erfolgen. Im Oktober 2020 wurden diese Pläne verworfen, stattdessen könne dieser Abschnitt nun Teil der B 313 werden.
Im Sommer 2021 fiel die Wahl auf die noch nicht vergebene Nummer B 328, um Verwechslungen zu vermeiden.

## Kleiner Nordostring als B29-Verlängerung
Der Bau der A 87 Stuttgart–Aalen wurde 1980 abgebrochen, die fertiggestellten vierspurigen Teile im Remstal als Bundesstraße 29 ausgeschildert. Die B 29 endet seither im Süden von Waiblingen am Teiler mit der B 14. Die seit 1996 geplante Variante sah vor, eine Verlängerung der B 29 zwischen Fellbach und Waiblingen hindurch zu bauen, die im weiteren Verlauf den Neckar und das Lange Feld überquert und bei Kornwestheim in die B 27 bzw. B 10 mündet. Eine Linienfestlegung wurde vorgenommen. Aufgrund von Widerstand aus einigen Kommunen, insbesondere Fellbach, und wegen ökologischer Bedenken hat die rot-grüne Koalition in Berlin das Vorhaben im Bundesverkehrswegeplan 2003 unter „Weiterer Bedarf“ als „Neue Vorhaben mit festgestelltem hohen ökologischen Risiko“ in der niedrigsten Priorisierung eingestuft (307 B 29 Nordostring Stuttgart 04KB 9,8 102,3 BW6286).
Entsprechend der Linienfestlegung, komplett auf Waiblinger Gemarkung, direkt entlang der Grenze zum Fellbacher Gebiet, wurde 2004 die Waiblinger Westumfahrung realisiert, um eine lokale Entlastung zu bewirken. Im März 2013 wurde das Vorhaben von der grün-roten Landesregierung in Stuttgart endgültig aufgegeben.

## „Andriof-Brücke“
Als Minimallösung hatte das Land dann die Absicht, zur Entlastung der L-1142-Neckarbrücke in Remseck von der Landesstraße 1197 aus eine zusätzliche Neckarquerung zu errichten. Als Teil dieses Abschnitts sollte eine nach dem ehemaligen Regierungspräsidenten Udo Andriof umgangssprachlich als „Andriof-Brücke“ bezeichnete Brücke entstehen. Damit wäre der Teil eines Nordostringes zumindest auf dem östlichen Neckarufer geschlossen, auch wenn noch ein Umweg über die K 1910 und Fellbach-Oeffingen oder die K 1854 und Waiblingen-Hegnach nötig ist, solange die Direktverbindung von der Waiblinger Westumfahrung über das Schmidener Feld bei Oeffingen noch fehlt. Auf dem westlichen Neckarufer würde die Brückenrampe zunächst zwischen dem Aldinger Baumarkt und dem Stuttgarter Klärwerk in die L 1100 münden, die am linken Flussufer entlangführt.
Der Verein ARGE Nord-Ost e. V. versucht, auch diese zweispurige Brücke zu verhindern, zumal ein weiterer Ausbau befürchtet wird.
Die Fortführung des Planfeststellungsverfahrens wurde im Juni 2014 vom Regierungspräsidium Stuttgart eingestellt.

## Bundesverkehrswegeplan 2030
Das Bundesverkehrsministerium (BMVI) hat den Nordostring im Status „Weiterer Bedarf mit Planungsrecht“ wieder in den neuen Bundesverkehrswegeplan 2030 aufgenommen.

## Weitere Diskussion ab 2020
Im Januar 2020 kündigte das Ministerium für Verkehr Baden-Württemberg einen Dialogprozess an. Dieser solle verkehrsträgerübergreifend gestaltet werden. Zeitgleich wurde eine Studie unter den Namen Landschaftsmodell Nord-Ost-Ring zu einer 1,2 Milliarden Euro teuren Tunnel-Lösung bekannt. Die Studie wurde vom Unternehmen Stihl vorgelegt, unterstützt von den Unternehmen Bosch, Daimler (heute Mercedes-Benz Group), Kärcher, Lapp, Mahle und Trumpf.

## Kritik und Alternativen
Besonders im Hinblick auf die sich verschärfende Klimakrise wurde der potentielle Eingriff in die Natur kritisiert. Zudem führten neue Straßen zu Mehrverkehr. Auch die Kosten von 210 Millionen Euro für die oberirdische Variante und 1,2 Milliarden Euro für die Tunnellösung wurden kritisiert.
Im Jahr 2007 wurde die Trassierung einer Stadtbahn-Tangentiallinie Ludwigsburg-Waiblingen über Remseck und Hegnach geprüft, mit Weiterführung in die Waiblinger Innenstadt. Es wurde von 1,8 Millionen Autofahrten gesprochen, die auf die Stadtbahn verlagert werden könnten. Gleichzeitig würden der Waiblinger Bahnhof und das Berufsschulzentrum in Waiblingen besser angebunden.